# محمدحسین جعفری
محمدحسین جعفری، مدیرعامل پیشین باشگاه تراکتورسازی تبریز است. وی بعد از استعفای ناصر شفق در سال ۱۳۸۹ به مدیرعاملی تراکتورسازی منصوب شده و در ۱۷ اردیبهشت ۱۳۹۲ از این سمت استعفا داد.
محمدحسین جعفری، سردار سپاه پاسداران انقلاب اسلامی می‌باشد. او همچنین عضو شورای اسلامی شهر تبریز است.

## زندگی‌نامه
وی متولد سال ۱۳۴۰ در تبریز است. محمدحسین جعفری دارای مدرک کارشناسی ارشد می‌باشد.

### سوابق
- مسئول اداره آموزش سپاه پاسداران
- رئیس هیئت تیراندازی استان آذربایجان شرقی
- مدیرعامل تراکتورسازی تبریز
- عضو هیئت مدیره باشگاه تراکتورسازی

### مدیر عاملی باشگاه تراکتورسازی تبریز
وی بعد از انتصاب به این مقام، توانسته است بازیکنان مطرحی به مانند مهدى كريميان، سیاوش اکبرپور، احسان حاج صفى،آندرانیک تیموریان و محمد نصرتی را جذب کند و از جمله مدیران برتر فوتبالی مطرح شود. همچنین کارت‌های هواداری الکترونیکی به همراه بلیط الکترونیکی در زمان وی مورد استفاده قرار گرفت. وی همچنین پروژه‌های عمرانی بسیاری را در باشگاه با وجود کمبود منابع مالی به اجرا درآورد.
وی همچنین در لیگ برتر سال‌های ۱۳۹۱ و ۱۳۹۲ در لیگ برتر به همراه تراکتورسازی تبریز به ترتیب به جایگاه دوم و کسب سهمیه لیگ قهرمانان آسیا دست یافت.
محمدحسین جعفری در لیگ برتر ۹۲–۱۳۹۱ با توجه به مقبولیت تونی، سرمربی پرتقالی تراکتورسازی در نزد هواداران این باشگاه، به دلیل کسب نتایج ضعیف لیگ آسیا، این مربی را اخراج کرد. بعد از تونی اولویرا با هدایت حسن آذرنیا مربی بومی،تراکتور دوباره به اوج برگشت و موفق به کسب دومین سهمیه جام باشگاه های آسیا گردید. در نهایت جعفری که نامزد شرکت در انتخابات شورای شهر تبریز نیز بود، در همان روزی که تونی اولیویرا، سرمربی اخراج شده تراکتورسازی، تبریز را ترک کرد، از سمت مدیر عاملی باشگاه تراکتورسازی استعفا داد. او همچنین از هیئت مدیره باشگاه نیز کناره‌گیری کرد. در لیگ برتر 91-92 با کسب دومین نایب قهرمانی تیم تراکتور سازی برای بار دوم به جام باشگاه های آسیا راه یافت.در لیگ برتر و
تراکتورسازی در زمان مدیریت جعفری برای اولین بار در تاریخ باشگاه با کسب نائب قهرمانی لیگ برتر در جام باشگاه های آسیا درخشید و توانست دو سال پیاپی این عنوان را حفظ کند.